# Lambsborn
Lambsborn  là một xã ở huyện Kaiserslautern, bang Rheinland-Pfalz, phía tây nước Đức. Xã Lambsborn có diện tích 4,73 km².